# Patriarchat von Westindien
Das Patriarchat von Westindien (spanisch Patriarcado de las Indias Occidentales, lateinisch Patriarchatus Indiarum Occidentalium) bezieht sich auf die Westindischen Inseln und wurde am 11. Mai 1524 als  titulares Patriarchat begründet. Es gab nie eine Diözese, die diesen Titel trug. Der Titel Patriarch von Westindien (Titularpatriarch) wurde als Ehrentitel verliehen, in der Regel an einen spanischen Bischof, der gleichzeitig Großkaplan des spanischen Heeres war. Von 1540 bis 1920 trug meist der Erzbischof von Toledo – zugleich Primas von Spanien – diesen Titel. Seit 1963 ist der Titel vakant. 